# گلف (فلوریدا)
گلف (به انگلیسی: Golf) روستای در شهرستان پام بیچ ایالت فلوریدا است که در سال ۱۹۵۷ بنیان‌گذاری شده‌است. این روستا طبق سرشماری سال ۲۰۱۰ میلادی، ۲۵۲ نفر جمعیت داشته و مساحت آن نیز ۲٫۲ کیلومتر مربع است.